# 元始 (漢)
元始（げんし）は、中国、前漢の平帝劉衎の治世に使用された元号。1年 - 5年。
現在の内モンゴル自治区で見つかった居延漢簡の中には、「漢元始廿六年」と記された木簡があり、新末後漢初の動乱期にも一時この年号が使われたことが窺える。

## 出来事
- 元年：王莽が幼帝を補佐する太傅となり、安漢公に昇格する。
- 4年：王莽に宰衡という称号が与えられる。
- 5年：王莽が九錫を授けられる。12月に平帝崩御。宣帝の玄孫で2歳の劉嬰が即位。
- 5年：東夷王、大海を度りて国珍を奉ずとある。東夷の国で大海を渡るのは「倭」を指している可能性が高い。（漢書王莽伝）
- 26年：「漢元始26年」木簡。

## 西暦との対照表
| 元始 | 元年 | 2年  | 3年  | 4年  | 5年  |
| 西暦 | 1年  | 2年  | 3年  | 4年  | 5年  |
| 干支 | 辛酉 | 壬戌 | 癸亥 | 甲子 | 乙丑 |